# Loi pour la réforme politique
Lire en ligne

https://www.boe.es/diario_boe/txt.php?id=BOE-A-1977-165

La loi pour la réforme politique (Ley para la Reforma Política) a été approuvée le 18 novembre 1976 par les Cortes Españolas et soumise à référendum le 15 décembre 1976. 77 % des inscrits ont pris part au vote et 94,17% des votants ont approuvé le texte. Approuvée par les parlementaires franquistes eux-mêmes, la loi impliquait la dissolution du régime et ouvrit la voie à la transition démocratique.
La loi pour la réforme politique a été l'instrument qui a permis de mettre en place la transition démocratique qui a fait passer l'Espagne du régime autoritaire du Général Franco (une dictature militaire issue de la Guerre Civile) à un système constitutionnel démocratique (une monarchie parlementaire) telle que définie par la Constitution espagnole de 1978 après les élections générales de 1977.

## Contexte
L'origine de cette loi d'importance capitale réside dans le régime légal en vigueur en 1975 : l'Espagne était régie par un système normatif pseudo-constitutionnel qui avait sa source dans les Lois fondamentales du Royaume et dans les principes du Mouvement national qui fixaient le modèle de l'État franquiste. Ces textes de loi incluaient en outre les procédures pour les amender ou les réformer. Le vote de cette loi a été recommandé par Torcuato Fernández Miranda, président des Cortes et du Conseil du Royaume, afin de passer d'un régime autoritaire à un régime libéral tout en respectant les lois en vigueur.
Le Gouvernement d'Adolfo Suárez ne trouvait pas de forme viable pour impulser la réforme urgente du régime franquiste malgré les efforts réalisés par Manuel Fraga et Alfonso Osorio qui avaient chacun présenté un projet de réforme. Le temps était également un problème et les promesses de réformes faites aux groupes d'opposition démocratiques n'aboutissaient pas en raison de la forte opposition de ce qu'on appelait le « bunker », c'est-à-dire des plus immobilistes des franquistes qui assistaient à l'effondrement de leur régime et qui par conséquent continuaient à opposer une résistance très ferme à tout changement grâce aux organes de pouvoir qu'ils contrôlaient encore, à savoir le Conseil national du Mouvement national, le Conseil du Royaume et les Cortes.

## Contenu
C'est donc ainsi que le Président des Cortes, Torcuato Fernández Miranda, a rédigé un bref texte articulé autour de son exposé des motifs et l'a remis à Adolfo Suárez. Pendant le processus d'examen et d'approbation du Conseil des ministres, certains détails de la loi ont été modifiés. L'exposé des motifs a également été modifié puis supprimé définitivement avant la présentation du texte aux Cortes à la suite d'un rapport du Conseil national du Mouvement national. Ce projet de loi reposait sur trois principes :
1. établir un État de droit, basé sur le principe de la souveraineté nationale dans lequel tous les citoyens majeurs de 21 ans disposeraient de droits égaux ;
2. transformer l'assemblée du régime, les Cortes dont les membres étaient plus ou moins nommés par le régime, en un parlement bicaméral, les Cortes Generales (Congrès des députés et Sénat), élu pour 4 ans au suffrage universel, direct, égal dans lequel les partis politiques pourraient librement concourir pour obtenir les suffrages des citoyens ; un cinquième des sénateurs seraient directement désignés par le Roi ;
3. demander aux Cortès d'accepter les réformes précédentes comme huitième et dernière Loi fondamentale du régime.

## Débats et vote
Le projet fut brillamment défendu par Miguel Primo de Rivera y Urquijo et surtout par Fernando Suárez (es) qui agissait en tant que rapporteur. Les députés franquistes ont quant à eux prononcé des discours contre le projet qui fut soumis au vote à 21 h 35 le 18 novembre 1976 (à quelques heures du premier anniversaire de la mort de Franco le 20 novembre 1975) et adopté avec 425 voix pour, 59 contre et 13 abstentions. Ce vote et l'adoption de la loi qui en découle sont connus comme le « hara-kiri des Cortes franquistes ».